# Saison 2018-2019 du SV Zulte Waregem
Maillots
Chronologie
Saison précédente Saison suivante
La saison 2018-2019 du SV Zulte Waregem voit le club évoluer en Division 1A. C'est la 13e saison du club au plus haut niveau du football belge et la 13e consécutive. Le club participe également à la Coupe de Belgique.

## Préparation d'avant-saison

### Matchs amicaux
| 1er match                      | KFC Sparta Petegem | 1 - 4   | SV Zulte Waregem                                  | Stade du Sparta, Petegem-aan-de-Leie |  |
| Samedi 30 juin 2018 19:00 CEST | Crispyn 21e        | (1 - 3) | Soisalo 16e · Harbaoui 27e · Bürki 44e · Madu 48e |                                      |  |

| 2e match                         | SV Zulte Waregem | 0 - 1   | KSC Lokeren | Stade du Sparta, Petegem-aan-de-Leie |  |
| Samedi 7 juillet 2018 18:00 CEST |                  | (0 - 1) | Mirić 40e   |                                      |  |

| 3e match                         | SV Zulte Waregem               | 3 - 1   | RKC Waalwijk | Stade du Sparta, Petegem-aan-de-Leie |  |
| Mardi 10 juillet 2018 17:00 CEST | Bongonda 37e · Soisalo 76e 80e | (1 - 0) | Bakari 87e   |                                      |  |

| 4e match                          | SV Zulte Waregem | 1 - 4   | KV Ostende                               | Stade du Sparta, Petegem-aan-de-Leie |  |
| Samedi 14 juillet 2018 19:00 CEST | Bjørdal 33e      | (1 - 0) | Guri 47e · Živković 51e 58e · Sakala 69e |                                      |  |

| 5e match                         | SV Zulte Waregem | 1 - 1   | Hapoël Haïfa | Stade du Sparta, Petegem-aan-de-Leie |  |
| Mardi 17 juillet 2018 19:00 CEST | Kaya 33e         | (1 - 1) | Gînsari 4e   |                                      |  |

| 6e match                            | SV Zulte Waregem | 0 - 1   | AZ Alkmaar | Stade Arc-en-ciel, Waregem |  |
| Dimanche 22 juillet 2018 14:30 CEST |                  | (0 - 0) | Friday 61e |                            |  |

## Transferts

### Été 2018
| Nom                | Nationalité | Poste     | Transfert           | Provenance/Destination | Division           |
| ------------------ | ----------- | --------- | ------------------- | ---------------------- | ------------------ |
| Arrivées           |             |           |                     |                        |                    |
| Erdin Demir        | Suède       | Défenseur | Transfert libre     | Waasland-Beveren       | Division 1A        |
| Marco Bürki        | Suisse      | Défenseur | Transfert libre     | BSC Young Boys         | Super League       |
| Bryan Verboom      | Belgique    | Défenseur | Retour de prêt      | KV Courtrai            | Division 1A        |
| Urho Nissilä       | Finlande    | Milieu    | Transfert           | Kuopion Palloseura     | Veikkausliiga      |
| Hicham Faik        | Pays-Bas    | Milieu    | Transfert libre     | Excelsior Rotterdam    | Eredivisie         |
| Florian Tardieu    | France      | Milieu    | Transfert libre     | FC Sochaux             | Ligue 2            |
| Ben Reichert       | Israël      | Milieu    | Retour de prêt      | Hapoël Acre            | Ligat ha'Al        |
| Theo Bongonda      | Belgique    | Attaquant | Transfert (1,6 M€)  | Celta Vigo             | La Liga            |
| Mikael Soisalo     | Finlande    | Attaquant | Transfert           | Middlesbrough FC       | Championship       |
| Henrik Bjørdal     | Norvège     | Attaquant | Transfert           | Brighton & Hove Albion | Premier League     |
| Thomas Buffel      | Belgique    | Attaquant | Transfert libre     | KRC Genk               | Division 1A        |
| Aliko Bala         | Nigeria     | Attaquant | Retour de prêt      | Hapoël Acre            | Ligat ha'Al        |
| Robert Mühren      | Pays-Bas    | Attaquant | Retour de prêt      | Sparta Rotterdam       | Eredivisie         |
| Départs            |             |           |                     |                        |                    |
| Yoan Severin       | France      | Défenseur | Transfert définitif | Servette FC            | Challenge League   |
| Pieter De Smet     | Belgique    | Défenseur | Transfert définitif | RC Harelbeke           | Division 2 amateur |
| Brian Hamalainen   | Danemark    | Défenseur | Transfert libre     | SG Dynamo Dresde       | 2. Bundesliga      |
| Onur Kaya          | Belgique    | Milieu    | Transfert définitif | KV Malines             | Division 1B        |
| Julien De Sart     | Belgique    | Milieu    | Retour de prêt      | Middlesbrough FC       | Championship       |
| Idrissa Doumbia    | Belgique    | Milieu    | Retour de prêt      | RSC Anderlecht         | Division 1A        |
| Sander Coopman     | Belgique    | Milieu    | Retour de prêt      | Club Bruges KV         | Division 1A        |
| Ivan Šaponjić      | Serbie      | Attaquant | Retour de prêt      | Benfica Lisbonne B     | LigaPro            |
| Theo Bongonda      | Belgique    | Attaquant | Retour de prêt      | Celta Vigo             | La Liga            |
| Aaron Leya Iseka   | Belgique    | Attaquant | Retour de prêt      | RSC Anderlecht         | Division 1A        |
| Peter Olayinka     | Nigeria     | Attaquant | Retour de prêt      | La Gantoise            | Division 1A        |
| Alessandro Cordaro | Belgique    | Attaquant | Fin de contrat      | Sans club              |                    |

## Statistiques
Les matchs amicaux ne sont pas pris en compte.